# Duna de Pilat

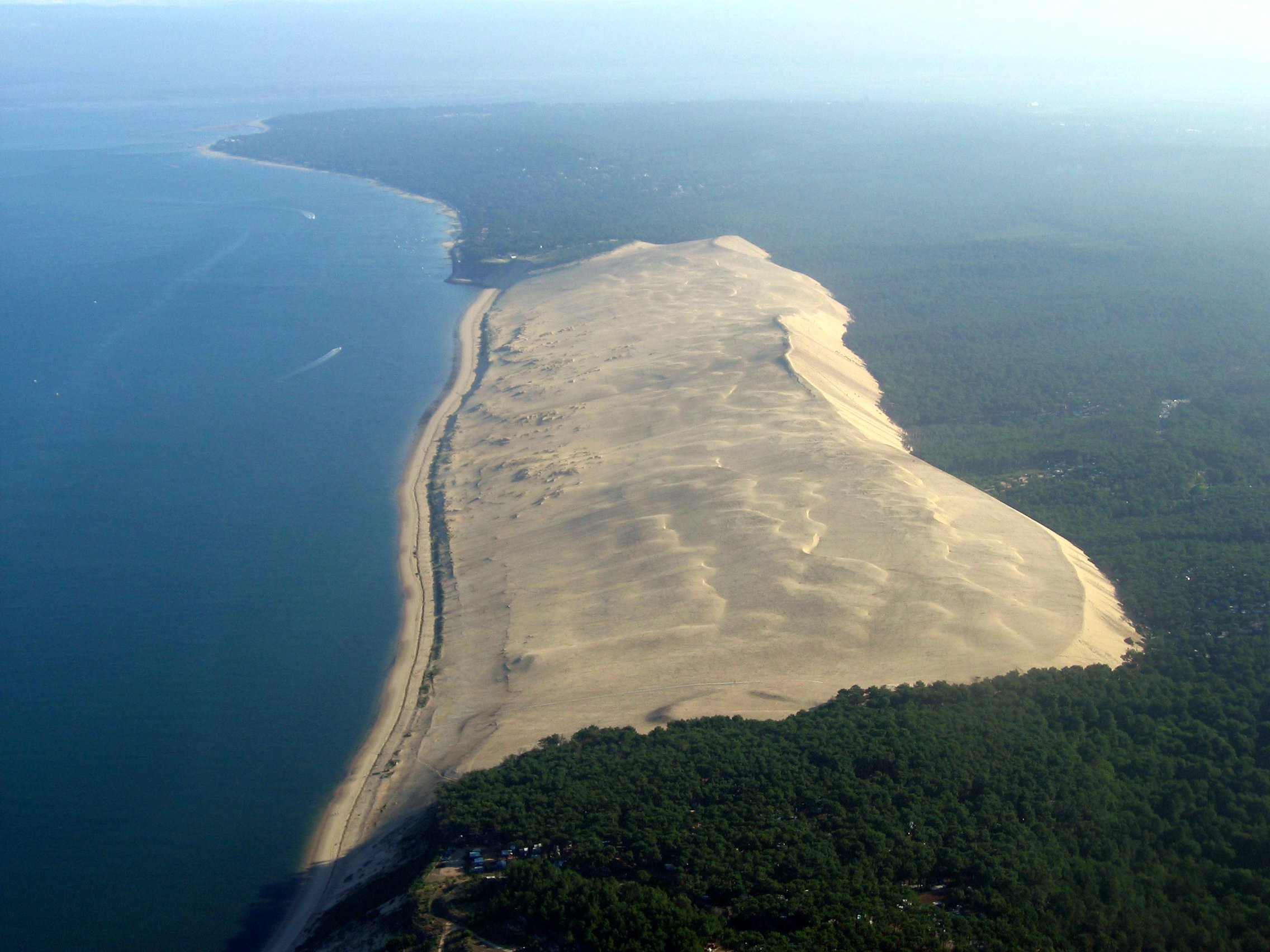
Vista aérea da Grande Duna de Pilat e seu meio marítimo e florestal, na costa de Nova Aquitânia, no sudoeste de França. É a formação de areia mais elevada da Europa e um dos espaços naturais protegidos mais visitados do país. Na parte superior, aprecia-se a baía de Arcachón.

A Duna de Pilat, também chamada de Pyla, (em língua francesa, Dune du Pilat ou du Pyla; do gascão, Pilòt, "grande monte" ou "pilha") é uma enorme formação de areia natural costeira acumulada no litoral da Nova Aquitânia no golfo da Biscaia ou de Gasconha na entrada da baía de Arcachón. A duna situa-se no termo municipal de La Teste-de-Buch, comuna pertencente ao departamento de Gironda e a comarca natural do Pays de Buch, ao sudoeste da França.
Tanto a geomorfologia como a posição da Duna se encontram em permanente evolução e deslocamento desde a sua génese, estimada há vários milhares de anos. Contém um volume total aproximado de mais de 60 milhões de m³ de areia fina eólica que se estendem sobre 87 hectares de superfície, ocupando 2,7 km de costa linear e até 500 m de bosque do Parque Natural das Landas de Gasconha, para cujo interior penetra inexoravelmente à razão de 3 a 4 metros anuais, segundo as medições realizadas desde a década de 1960.
A Duna deve a singular amplitude da sua crista, a mais alta do continente europeu, a um fenómeno geologicamente muito recente: o colapso no século XVIII de um grande banco de areia oceânica situado em frente à sua costa. Este banco de areia proporcionou o material sedimentário, tendo este sido depois transportado progressivamente pela natureza e acumulado, como resultado da atividade humana de florestação e de luta contra a invasão arenosa, para formar a cimeira da duna que evoluiu desde os 35 m de altura medidos em meados do século XIX, até atingir entre 80 e 107 m segundo os estudos realizados desde a década de 1980.
A Duna de Pilat e seu meio, considerados um ecossistema de valor excepcional, foram protegidos pelo Estado francês mediante diferentes medidas de preservação que a partir da primeira classificação de 1943, se estendeu ao bosque circundante sendo o conjunto declarado “Grand Site National” em 1978. Em 1994 delimitaram-se e classificaram-se os 6.288,26 hectares do lugar formalmente como "grande lugar natural de interesse paisagístico e científico", associado à rede [[Rede Natura 2000|Natura 2000 da União Europeia sendo o centro de atração turística mais destacado da região aquitana e um dos mais importantes do país, acolhendo entre 1 e 1,5 milhões de visitantes anuais.

## Denominação Pyla-Pilat
A duna recebeu diferentes denominações ao longo de sua história como Sabloney, Les Grands Tucs ou La Grave, nome com o que a conheciam no século XIX, associados à morfologia que apresentava em cada período de sua história. Em 1905 já se cita a Grande Duna de Pilat, com o vocábulo Pilat, derivado do gascão Pilòt, que significa "grande monte, pilha", usado desde o século XVI.
Em 1920, Daniel Meller, banqueiro e promotor imobiliário, construiu nas imediações da duna a estação balneária e turística de Pyla-sul-Mer, expressamente grafada com uma "Y" para lhe conferir um caráter "exótico", de maneira que a formação começou a se conhecer também com o nome de Duna de Pyla, conquanto o termo duna de Pilat é empregado preferencialmente pelas publicações oficiais.

## Entorno da Grande Duna: a paisagem costeira aquitanense

### Geologia

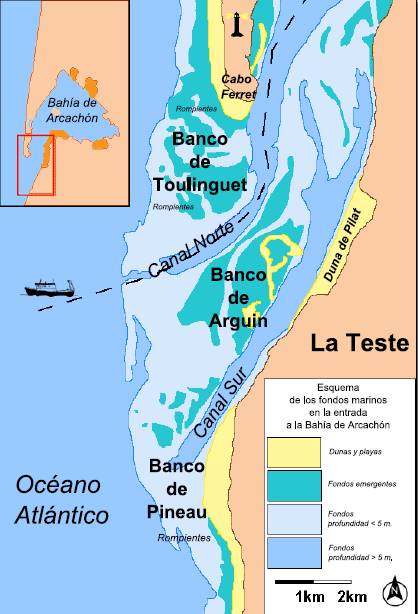
A Grande Duna encontra-se situada na entrada da baía de Arcachón, em frente à ponta do cabo Ferret, num meio marinho caracterizado pela presença de grandes bancos de areia procedentes dos depósitos sedimentares da bacia da baía.

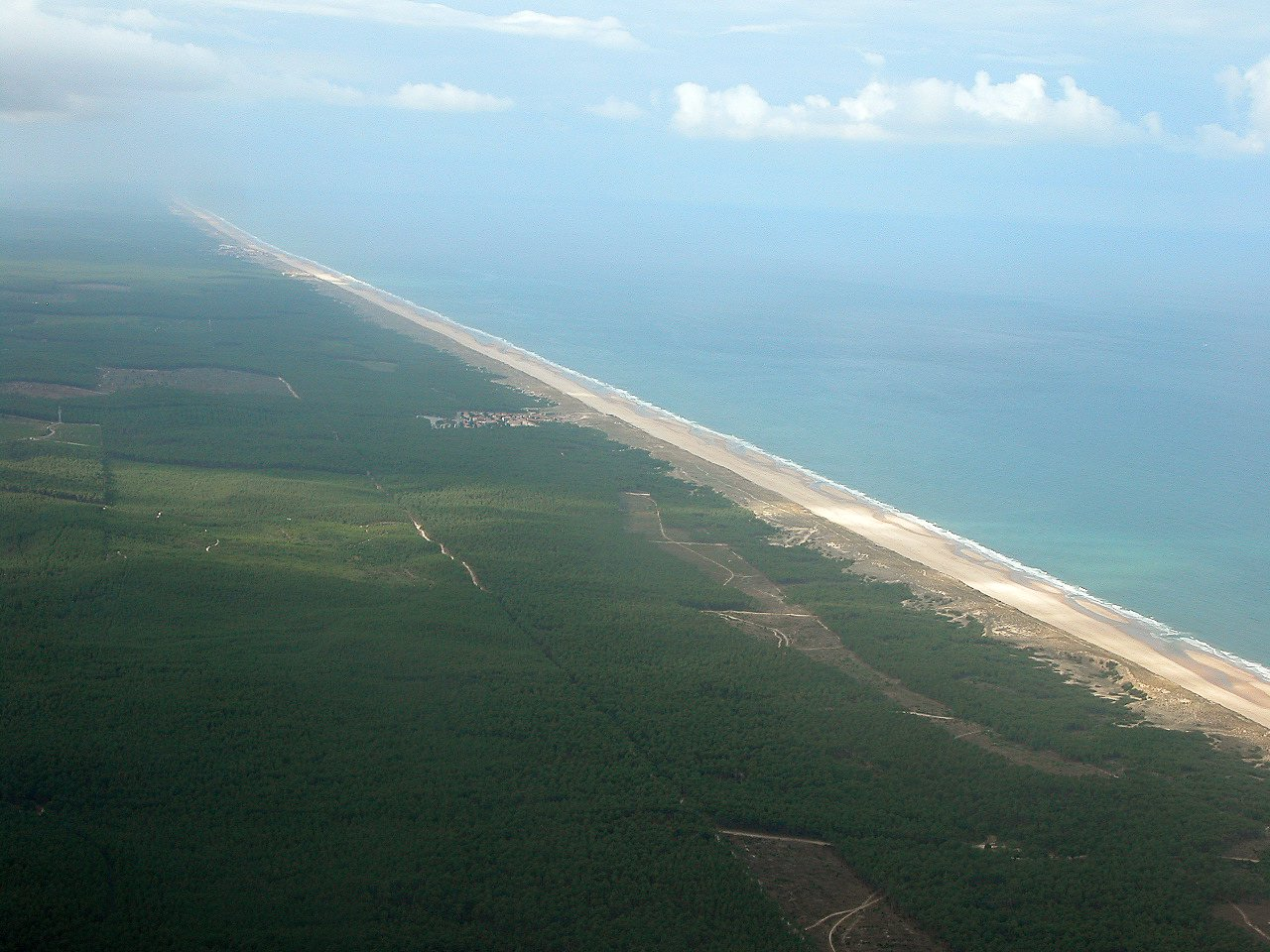
Imagem aérea da costa de Aquitânia, na comarca de Médoc. Formada pelos processos geológicos há 20.000 anos, estende-se de maneira rectilínea ao longo de 230 km nos que se podem diferenciar três sistemas: o cordão litoral ou linha de praia, a planície arenosa das Landas e o extenso manto florestal que se assenta sobre esta última.

O oeste da região de Aquitânia, na costa Atlântica do golfo da Biscaia conhecida turisticamente desde princípios do século XX como "Côte d'Argent" (Costa de Prata), apresenta uma morfologia geológica caracterizada tanto pela erosão eólica causada pelos ventos dominantes de componente oeste, como pela causada pelas correntes alternas ocasionadas no oceano pelas marés e as ondas rompentes, a presença de cúmulos sedimentares disponíveis de areia de uma granulometria específica e também uma particular vegetação. Todos estes componentes favoreceram a formação de um sistema de dunas marítimas e continentais característico desta costa
Esta paisagem teve sua origem no final do estágio da glaciação wisconsiniense, no Pleistoceno, há uns 20 000 anos, que resultou inicialmente numa descida até ao nível dos oceanos, deslocando o litoral de várias dezenas de quilômetros para o oeste. A erosão hidrológica do Maciço Central contribuiu com uma massa de sedimentos que se acumularam progressivamente na bacia hidrográfica recém formada. Posteriormente, com a fase de retrocesso da glaciação, acompanhada de um período de clima seco e ventoso e a consequente subida do nível oceânico, favoreceu a nivelação a sua vez das areias e sedimentos depositados. Um período de clima úmido e fresco (há uns 14.000 anos) estabeleceu a rede hidrográfica. Na posterior etapa holocénica, por volta de 9.000 aC, um período climático seco e ventoso empurrou estes sedimentos para o interior, sendo esta a génese do sistema de dunas continentais na costa aquitanense.
Esta costa estende-se de maneira rectilínea ao longo de 230 km entre a foz do rio Adur ao sul (perto de Baiona) e o estuário do rio Garona, no norte, e pode-se distinguir em três grandes áreas:
- a linha de praia de areia, onde se encontra a banda ou cordão de dunas marítimas;
- a planície ou planície arenosa, conhecida como areias das Landas de Gasconha, onde se apresentam dunas geralmente parabólicas, e que se encontra coberta de um extenso bosque marítimo;[10]
- o denso bosque marítimo, considerado a mais extensa massa florestal litoral da Europa e que, protegido pelo Estado, ocupa o Parque Natural das Landas de Gasconha.

A área do cordão litoral, de pouca pendência, é propícia à acumulação de areia marinha, que uma vez secada pelo sol e desgregada nos possíveis conglomerados de grava, é transportada pelo vento oceânico a longas distâncias para o interior da superfície terrestre em forma de pequenas nuvens, próximas ao solo. Esta areia, conhecida também como "areia eólica" ou "areia de duna", está formada por partículas compostas principalmente de sílica, material de grande resistência química, que se desloca seguindo uma trajetória que depende de seu tamanho, da energia e do ângulo de incidência em sua queda. Quando as nuvens atingem o solo podem resultar, ou bem rebotadas, gerando uma projeção de novas partículas, ou bem deslocadas num movimento de reptação. Se neste deslocamento encontram algum obstáculo fixo, acumulam-se no lado de barlavento formando uma "duna embrionária" que serve a sua vez de novo obstáculo para reter a outros novos grãos de areia. Num momento determinado, começa a lenta migração da duna a favor do vento, conformando-se segundo um perfil inicialmente redondeado mas que mudará gradualmente. Chamam-se "dunas vivas" aquelas que mantêm seu movimento, por oposição às "dunas mortas" que podem ser colonizadas pela vegetação.
No litoral aquitanense formam-se quatro tipos básicos de dunas, todas elas de morfologia assimétrica, com pendências abruptas em sua orientação este (a barlavento), enquanto é mais suave na face oeste (a sotavento):
- as dunas parabólicas (dunas primitivas) correspondem às formações mais antigas que remontam ao 4 500 a.C., e que evoluíram perpendicularmente à costa sobre as zonas úmidas que permaneciam por então desde a subida do nível do mar. Apresentam seus ramos dirigidos para o Oeste, sendo aquelas dunas com os ramos as mais macias, colonizadas pela vegetação. Aparecem registradas na cartografia de princípios do século XVIII, nos chamados "mapas de Masse" (1708-1712) e por então encontravam-se cobertas de bosque, a diferença das Landas, para o interior, que estavam ainda nuas de vegetação. Este tipo de dunas localizam-se entre os lagos de Hourtin e de Lacanau, entre La Teste e os lagos de Cazaux-Sanguinet, Biscarrosse e Mimizan. Mais ao sul atingem o lago de Léon e Baiona, onde formam a maior parte das dunas costeiras de altura geralmente mais baixa que a das dunas barjânicas;
- as dunas modernas que se formaram sobre zonas secas e sem vegetação durante a época galorromana, depois de uma sensível regressão marinha. Reconhecem-se por seus ramos dirigidos para o Leste, constituindo grandes seções transversais cobertas de pinhais entre a baía de Arcachón e Mimizan;
- as dunas de interior (dunas invasivas), conhecidas localmente como caoudeyres[11] são um tipo de variedade das dunas parabólicas, situadas no interior do cordão litoral, cobertas de ervas e pequenos arbustos em sua zona externa, enquanto na interna formam-se dunas de interior de deflação e taludes desprovidos de vegetação;
- as dunas caóticas (dunas novas), cobertas por uma vegetação mínima, são as de formação mais recente.

Vários estudos estimaram que o volume total ocupado pelas dunas ocupa entre 10 e 20 milhões de m e se puderam identificar mais de 1500 formações a mais de 10 m de amplitude repartidas da seguinte maneira:
- 1 grande duna, a grande duna de Pilat, acima dos 100 m de amplitude;
- 47 dunas entre 70 m e 100 m de amplitude, principalmente no cordão dos barjanes coalescentes;
- 350 dunas entre 50 e 70 m;
- 710 dunas entre 30 e 50 m;
- mais de 410 dunas entre 10 e 30 m de amplitude.

Outros estudos analisaram a composição das areias, encontrando-se grãos e partículas de sílica de 350 micras de diâmetro médio, com uma composição de 1% a 2% em minerais pesados, como magnetita e limonita. O diâmetro médio apresenta não obstante uma distribuição diferenciada entre as mostras do litoral sul, com uma média de 400 micras em Baiona, e o norte, cerca de Arcachón, onde o diâmetro médio particular atinge um mínimo de 250 micras. Esta distribuição granulométrica contrasta com a das areias das praias que, em general, são mais grossas, entre 0,35 e 0,5 mm, e que se agrupam formando frequentemente aglomerados.

## Ecossistema

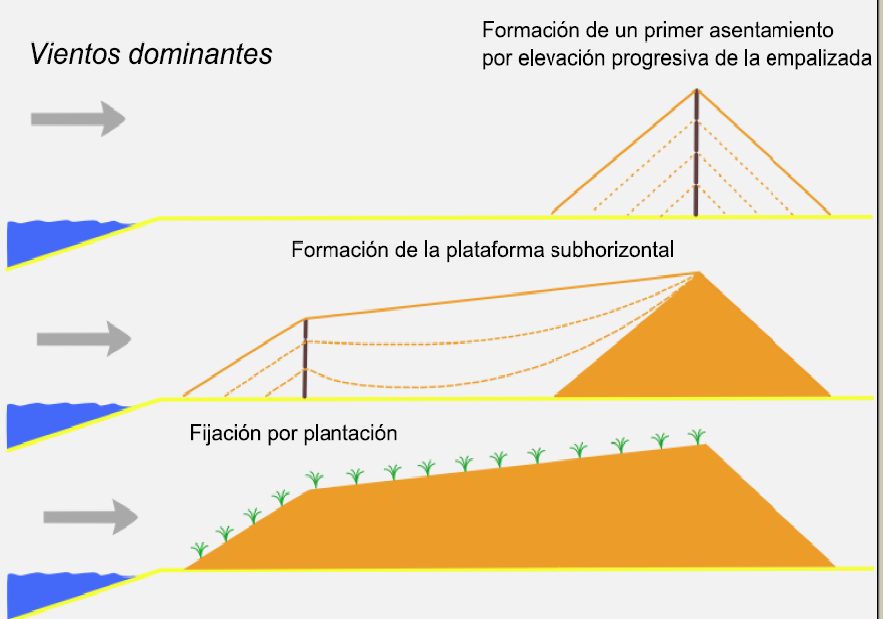
Esquema da técnica de fixação de dunas para a formação do cordão litoral na Aquitânia.

A paisagem do cordão de dunas do litoral aquitanense, no qual se inclui a Grande Duna, é o resultado tanto da ação das forças da natureza como da intervenção humana. Desde a Idade Média e especialmente no final do século XVIII, o homem empreendeu uma série de ações para impedir ou atrasar seu lento mas inexorável avanço para o interior da costa, cobrindo-o de uma extensa superfície vegetal que com o tempo gerou um ecossistema de valor excepcional: a biomassa das Landas da Gasconha.
Na Idade Média, a força do vento fragmentou as dunas em troços de forma de "W", ativando-as em agrupamentos de dunas "vivas" em "V" com a frente dirigida para o Leste, ameaçando os campos de cultivo, núcleos de população e destruindo o bosque primitivo. A situação fez-se crítica para o século XVIII, quando a areia tinha colonizado uma faixa de 4 a 7 km para o interior.
Em 1778 o engenheiro Nicolas Brémontier emitiu um relatório no que insistia sobre a necessidade de parar com grandes meios o avanço das dunas na zona da Declare, mas foi só em 1786 quando se pôde obter o financiamento para empreender os trabalhos. Os acontecimentos da Revolução Francesa fizeram por atrasar os mesmos, mas em 1795 os resultados obtidos foram suficientemente positivos para que Brémontier remetesse um relatório favorável ao Governo de Paris. Em 1801, um Decreto do Consulado nomeava a Brémontier presidente da Comissão das Dunas e ordenava o fim dos avanços das dunas por meio de plantações florestais. Em 1816, a Comissão tinha florestado cerca de 4500 hectares e em 1864, quando a tutela tinha sido transferida à Comissão Nacional de Águas e Bosques, se atingiram as 80 000 hectares.

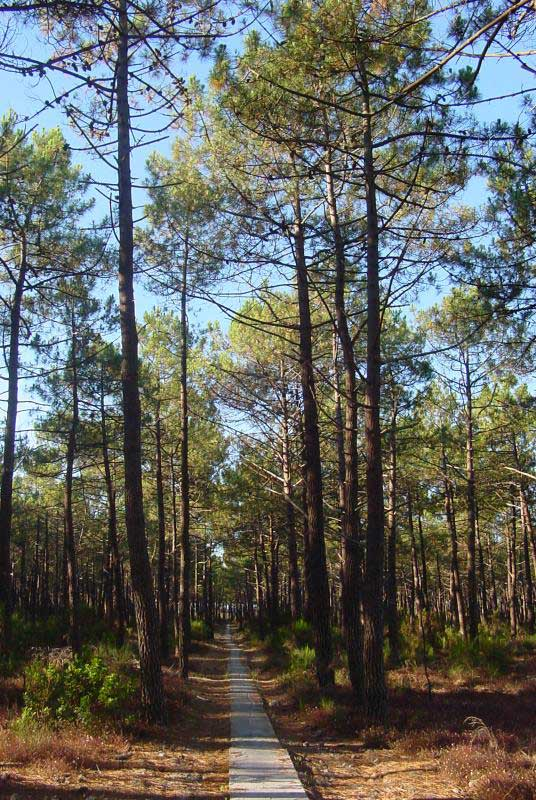
Exemplares de pinus pinaster, espécie que forma a extensa massa florestal protegida sobre a qual avança a grande duna.

Estes progressos conseguiram-se graças aos trabalhos do engenheiro Goury sobre uma técnica melhorada de bloqueio a partir de 1825, estabelecendo uma paliçada a 150 e 200 m da praia, que uma vez coberta de areia, se lhe sobrepõem uma série de novas paliçadas até atingir uma duna estabilizada a 8 ou 10 m de altura. Posteriormente realiza-se uma semeia de Ammophila arenaria sobre a duna fixa, chamada "duna branca".
A princípios do século XX, a estabilização das dunas brancas e a germinação dos bosques de pino marítimo no interior do litoral, levaram ao Estado a dar por concluídos os trabalhos e desde 1914 autorizaram-se alguns projetos de urbanização, como o da estação balnear de Pyla-sul-Mer.
No entanto, no final da década de 1930, ante o abandono do Estado dos custosos trabalhos de manutenção do cordão de dunas, constatou-se a reativação do problema da progressão invasiva sem controle das dunas sem que pudesse se pôr remédio imediato ante o começo da Segunda Guerra Mundial. As autoridades militares de ocupação declararam como "zona de exclusão" o conjunto do litoral, o qual a partir de 1942 foi incluído dentro do sistema defensivo da Muralha do Atlântico, se construindo sob supervisão da organização Todt alguns fortes e bunkers sobre a Grande Duna, delimitada como lugar restringido em 1943, e que com o tempo ficaram paulatinamente enterrados.
Com a declaração da Grande Duna como "Grand Site National" em 1978 e sua classificação de 1994, o Estado francês protege 6.288,26 hectares do bosque do meio mediante um sistema específico de gestão, já que sua particular exploração é uma das lembranças do modo de vida tradicional rural das populações locais que remontam à época medieval. O bosque tem-se diferenciado em três categorias em função de seu uso:

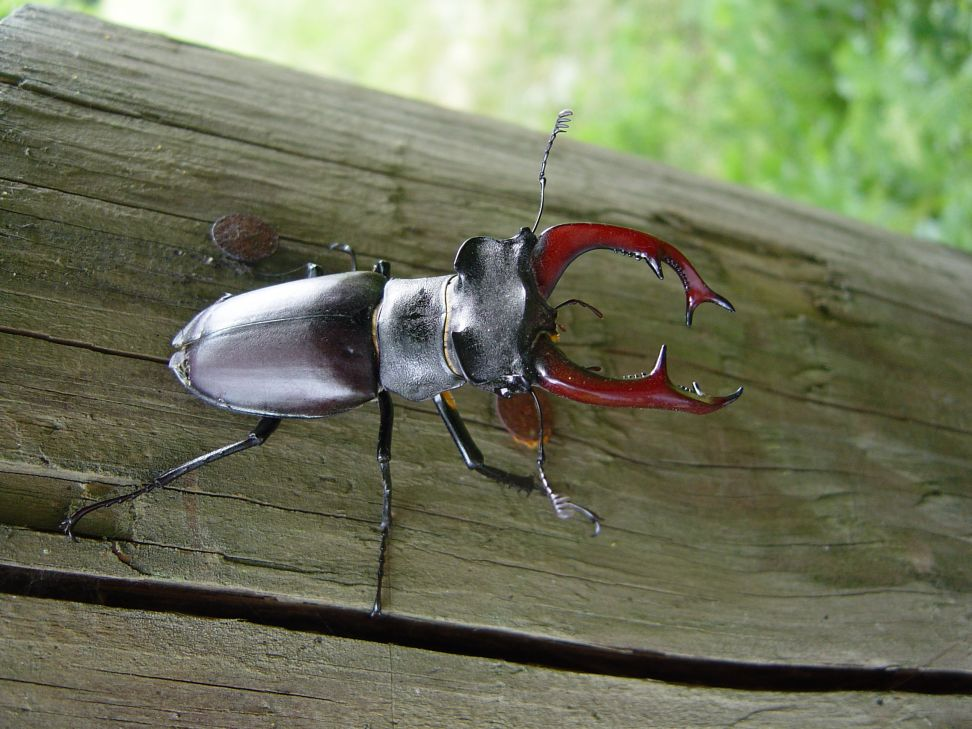
Imagem de um espécimen de Lucanus cervus ou vaca-loura, uma das espécies de invertebrados protegidas presentes no lugar da Grande Duna.

- bosque comunitário (forêt usagère): são 3800 ha de propriedade estatal onde se permite uma atividade restringida à comuna para sua exploração limitada, conforme as tradicionais atividades de recolhida de resina de pinho pela técnica de corte e sangrado que se praticavam até a década de 1980, e cujas atas de concessão datam de 1468. Podem encontrar-se ainda disseminadas dentro desta parte do bosque diferentes cabanas e pequenas construções em madeira onde se alojavam os resineiros ou guardavam os seus utensílios de trabalho.

- bosque patrimonial (forêt domaniale): de propriedade exclusiva do Estado, compreende as partes do bosque plantadas artificialmente desde o século XVIII como barreira de contenção do avanço das dunas. Uma parte conserva seu uso de proteção, mas outra parte também é explorada pelos madereiros para as indústrias de papel.

- bosque privado (forêt privée): é uma parte do bosque dedicado à produção, mas sob regulação de uma comissão estatal.

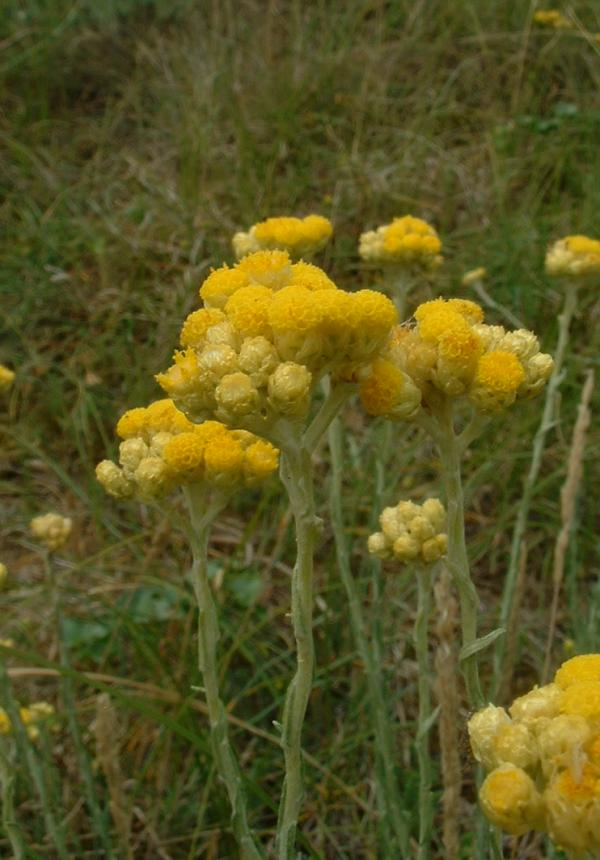
Flores de perpétua silvestre Helichrysum stoechas. Esta planta adaptada ao clima árido pode-se encontrar sobre a mesma duna de Pilat

Em 2003 o Estado francês propôs ampliar o estatuto de proteção do lugar a 5312 tem, para sua inscrição na rede européia Natura 2000, com o objetivo de preservar a diversidade biológica e valorizar seu patrimônio natural.
O bosque está composto essencialmente de pinheiros marítimos (pinus pinaster), conhecidos na zona como pinheiro das Landas, junto com exemplares de azevinho, mendronheiros, espinheiro-branco e aulaga. A fauna compõe-se principalmente de cervos, esquilos e javalis; dentro dos invertebrados destacam duas espécies protegidas, o Cerambyx cerdo da família Cerambycidae e a Vacaloura (Lucanus cervus)
A Grande Duna encontra-se também sobre uma das rotas anuais de migração de aves, muitas das quais se instalam no banco de Arguin, situado em frente à duna, e outras são acolhidas no próximo Parque Ornitológico de Teich onde se identificaram até 260 espécies diferentes, das quais cerca de 80 se instalaram e habitam permanentemente nas proximidades da duna.
Sobre a duna mesma podem observar-se exemplares de flora característica de ecossistemas áridos, onde as propriedades do solo e o vento limitam as populações. Podem distinguir-se os exemplares de grama (Agropyron repens), cardo borriquero (Onopordium acanthium), campanilla das dunas ou de areia (Calystegia soldanella), grama do norte (Triticum repens), Ammophila arenaria siempreviva (Helichrysum arenarium) e particularmente, da endémica Perpétua silvestre (Helichrysum stoechas), que se destaca pelo perfume de suas flores.
Estas espécies distinguem-se por sua resistência, mas ao mesmo tempo por sua fragilidade, ocasionada pelo achatamento resultado das pegadas dos visitantes descuidados.

## Geomorfologia e geodinâmica da Grande Duna: a progressão de um colosso de areia

### Morfologia

Esquema da arquitectura interna da Grande Duna. Os estudos geológicos encontraram quatro estratos ou paleosolos principais formados em diferentes momentos da história da duna e cujo estudo permitiu reconstituirla.

A Grande Duna, que ocupa um volume estimado em mais de 60 milhões de m³ de areia, estende-se sobre uma pendente entre 30 e 40º de inclinação em seu lado de deslizamento (vertente de levante, a sotavento), enquanto no lado de poente a pendente é de 5 a 20º. A crista atinge uma altitude média entre 80 e 107 m sobre o nível do mar, estando referenciados 114 m nos finais da década de 1980; está acompanhada de pequenas dunas barjánicas ou em meia lua que formam corredores de vento.
A teoria geralmente aceite sobre a origem e posterior evolução da grande duna foi formulada a partir dos estudos litológicos das camadas de estratos de areia sedimentada e outros materiais fósseis estratificados que em forma de placas de cor escura ou negro são observáveis em vários pontos da vertente oeste da duna.
De acordo com estes estudos, distinguem-se desde a base à crista quatro níveis principais de paleosolos, entre os quais se encontram intercalados estratos menores de natureza lacustre e outros de composição mineral, tendo sido datados por diferentes técnicas de rádio-análise, arqueológicas e de palinologia:

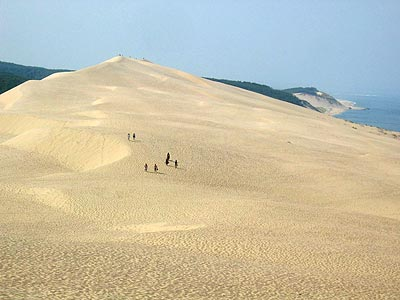
Visitantes descendo pela cara de poente da duna. Podem-se apreciar à esquerda as formas médio-lunares das dunas parabólicas ou primitivas, arqueadas a sotavento e presentes na base sobre as que se acumulam barjanes na cimeira. Esta vertente tem uma pendente média entre 5 e 20º.

- Paleosolo 1: é o mais antigo, um podzol que se remonta a um período entre o 8 000 e 2 000 a.C. e se localiza na base da duna, sobre o nível da praia. Compõe-se de uma espessa camada de argilla secundária e arenisca ferruginosa, sobre a qual se acumula uma lâmina de areia cinza rodeada por um manto de fragmentos vegetales, principalmente de pinheiro silvestre mas também de carvalho, nogueira,abeto e amieiros. Os restos remontam a sua datação aos princípios do 4 milenio adC mediante radiocarbono, o que atesta a presença de um bosque por então.

- Paleosolo 2: desenvolvido entre 3000 e 500 a.C., eleva-se entre 2 e 5 m acima do nível da praia. Contém vestígios de presença humana em forma de restos de alfareria da Idade de Bronze, para o século VII a.C.. O estrato vegetal compõe-se de uma mistura de pólen de pinheiro silvestre e pinheiro marítimo. A partir deste nível, e até atingir o paleosolo 3, observam-se vários outros estratos intermédios menores constituídos por fragmentos vegetais compostos por um tipo específico de diatomacea, pelo que os especialistas concluíram que durante a época galorromana existiu um lago permanente perto da duna.

- Paleosolo 3: formado entre o século V e o XVII, observa-se a uma altura variável entre 20 e 40 m, sendo composto por uma fina camada de até 30 cm de espessura de terras carbonosas. A sua morfologia e altura correspondem-se com o sistema de dunas parabólicas que surge pela vertente leste da duna.

- Paleosolo 4: é o estrato mais recente que sedimentou entre o século XVIII e o XIX, e corresponde à antiga Duna da Grave detalhada na cartografia geral de 1863. Esta duna atingia os 80 m de altura e por efeito do solapamento com os barjanes transversais foi incrementando sua altura, até atingir 115 m em 1905 quando já foi rebatizada com o nome de Duna de Pilat. Inclui restos da vegetação de pinheiros jovens que foram plantados na tentativa de estabilizar e bloquear o avanço da duna.

### Formação da crista

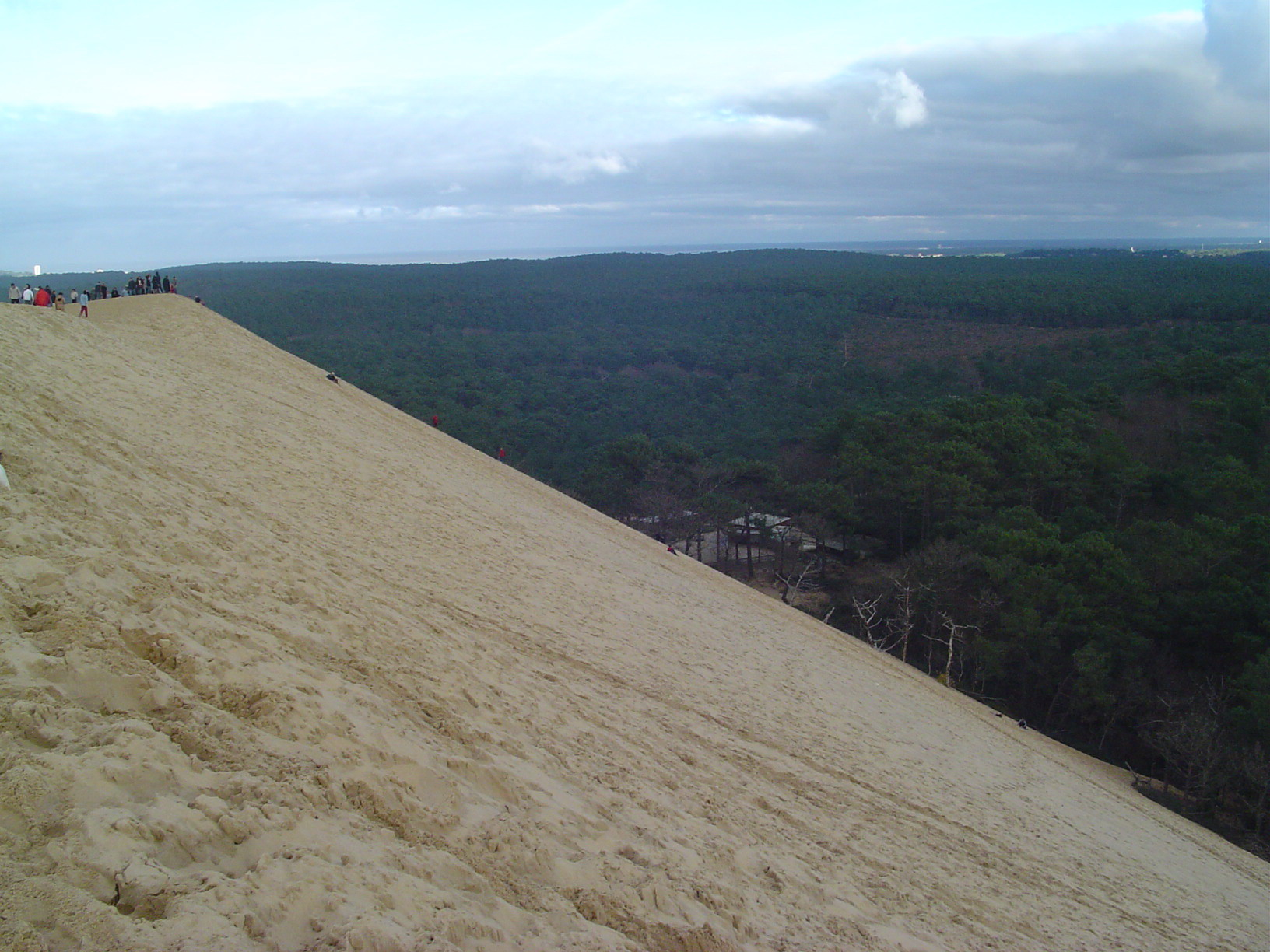
Visitantes contemplando a paisagem das Landas desde a vertente este e sobre a crista da duna, que atinge mais de 100 m de altura em seu ponto de máxima amplitude. Esta vertente tem uma pendente média entre 30 e 40º.

A formação da crista, que converte à duna na mais alta do continente europeu, se deve a um acidente natural acontecido ao longo do século XVIII e relacionado com a evolução própria da entrada da baía de Arcachón e a progressão para o sul do cabo Ferret: o desmoronamento de um gigantesco banco de areia na costa situado em frente à posição da duna.
Uma complexa combinação da força do vento de poente, as correntes marinhas e a resistência da vegetação favoreceu o arraste desta reserva de areia e sua acumulação progressiva. Formaram-se assim um sistema de dois tipos de dunas: as dunas parabólicas, em forma de O ou de V, com altura entre 20 e 40 m numa banda de 1 km de longitude, e as dunas barjánicas, em forma de média lua, de 20 a 80 m por 2 a 8 km, e que, progredindo mais rapidamente que as anteriores, terminaram pelas cobrir com o tempo.
A formação da crista está documentada nas observações entre 1826 e 1922, quando a costa retrocedeu mais de 500 m, e mediante os depoimentos que dão parte da destruição da vegetação que tinha arraigado a sua proximidade (pinheiros de até 15 m de altura), cujo arraste permitiu no entanto a acumulação da areia de maneira empilhada.

### Dinâmica e progressão
Vários estudos permitiram constatar que o contributo de material proveniente do banco de areia foi diminuindo com o tempo, pelo que a progressão da Grande Duna para o interior da costa pode se considerar que se realiza por um mecanismo de retroalimentação; por uma parte, o vento de poente empurra a duna para o bosque por sua vertente este, enquanto a erosão marinha ataca a base da duna na vertente oeste, liberando o material que depois o vento impulsiona. A duna parece então deslizar-se “enrolando-se” sobre si mesma.

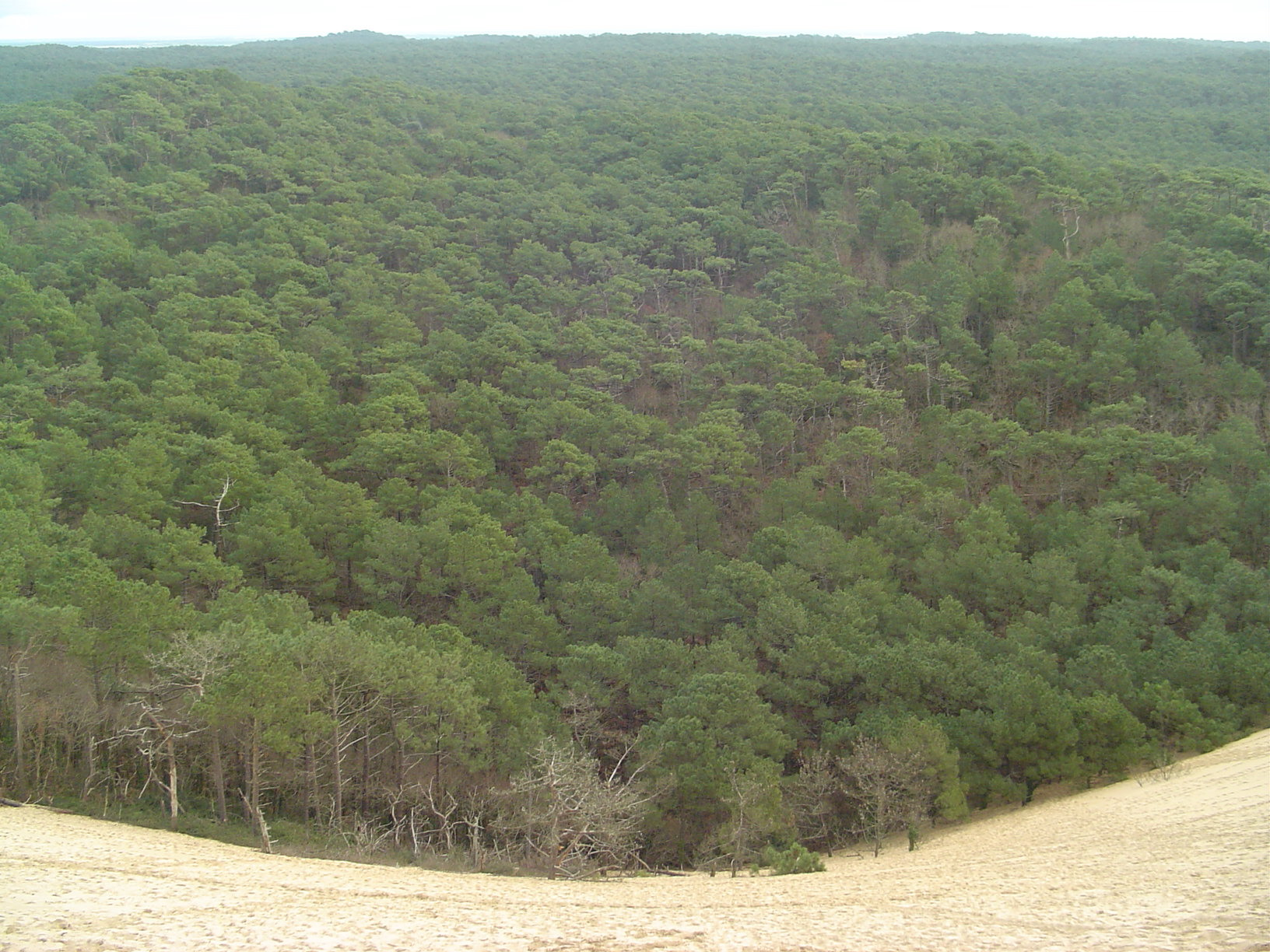
A grande duna penetra até 500 m no interior da linha de costa, progredindo dentro do pinheiral a razão de até 4 m desde a década de 1960. Uma parte do bosque foi plantado desde o século XVIII numa tentativa por frear seu avanço.

De acordo aos mapas cartográficos, durante o período de 1966 a 1989 a duna deslocou-se entre 70 e 100 m, isto é, uma média de 3 a 4 m por ano. Outros estudos realizados depois de uma campanha de medidas empreendida entre 1935 e 1992, e que tomam como referência de distância alguns dos exemplares de pinhos do bosque, obtiveram resultados similares ao estudo cartográfico, concluindo um avanço em 57 anos de 280 m, a razão de uma média de 4,9 m por ano.
O avanço observado não é homogéneo, senão que em certos períodos resultou mais rápido que em outros. Assim, enquanto a progressão total entre 1936 e 1937 foi de 10 m, no período de 1988-1989 se tinha ralentado para até 7,5 m, sendo inclusive de 0 m em 1961-1962.
A progressão da duna para o este se realiza em detrimento da superfície florestal, que resulta invadida a razão de 8.000 m² por ano. No curso deste deslizamento também resultaram enterradas diversas propriedades e vias de comunicação, acontecimentos que foram cobertos pelos meios de comunicação: por exemplo, o diário L'Illustration deu parte em setembro de 1936 do desaparecimento de uma residência sob a areia que tinha começado a ser invadida em 1930.
Como se explica pelo modelo do mecanismo de retroalimentação, o avanço da duna é simultâneo a sua erosão na base da parte oeste sobre o litoral, por efeito das marés. Assim, entre 1863 e 1989 a costa progrediu cerca de 1 km para o este a razão de até 8 m por ano, sendo a erosão mais notável na parte sul que a norte.
Segundo as estimações, o ritmo de progressão se manter, até em 2045 a areia terá atingido a estrada de Biscarrosse, ocupando as instalações de acesso e o camping da entrada ao lugar. Enquanto isso, ao sul do Pilat (à altura de Gaillouneys), detectou-se a formação de uma duna nova que se estima ainda mais viva.

## Grand Site de France
Em 1978 a Grande Duna de Pilat foi declarada área protegida como Grand Site National de acordo à Lei de 2 de maio]] de 1930, posteriormente incluída no artigo 24 do Código do Médio Ambiente pela Lei 2002-92 de 22 de janeiro]] de 2002, sobre "a proteção dos monumentos naturais e os lugares de caráter artístico, histórico, legendario ou pitorescos", que são reconhecidos por sua grande notoriedade e atrativo turístico.
Mesmo não existindo uma lista fechada de Grands Sites, cerca de 2.500 lugares se encontram protegidos em aplicação da Lei de 1930. Deles, uns 50 foram objeto desde os anos 1980 de algum programa "Opération Grand Site (OGS)", pelo que se estabelecem diversos trabalhos de reabilitação e de gestão sustentável nos que intervém tanto o Estado como as entidades locais.
Desde 2002 a comuna de La Teste-de-Bruch participa num agrupamento ou sindicato misto, junto com o Conselho Regional de Aquitânia, o Conselho Geral de Gironda e o Conservatorio do Litoral para relançar uma nova OGS no lugar da Grande Duna, que também foi registrado como um dos 32 lugares da "Rede de Grands Sites de France", associação nacional que reúne às entidades de gestão destes lugares.
Os mecanismos de proteção do meio natural da duna e da baía de Arcachón foram ativados pelas colectividades de Arcachón em janeiro de 2003 para combater a chegada de manchas de chapapote procedentes da catástrofe do navio petroleiro Prestige, despregando várias barreiras especiais de 80 m de longo por 3 m de profundidade no canal marinho primeiramente à baía em frente da Grande Duna e que serviram dias mais tarde para homologar uma nova técnica de descontaminação.
A Grande Duna recebe entre 1 e 1,5 milhões de visitantes por ano atraídos pela beleza do lugar e pelas excepcionais vistas da baía de Arcachón e o cabo Ferret, que podem se contemplar desde o pico da duna. Para sua ascensão habilitaram-se várias escadas de madeira, ainda que é necessário um esforço físico para completar sua ascensão. O lugar, que para sua proteção obriga a cumprir uma série de normas de visita que se explicam no ponto primeiramente e estacionamento de acesso ao lugar, é também um dos lugares de referência para a prática do voo em parapente, que durante o mês de junho congrega a numerosos espectadores que assistem às provas de competição da Wagas Festival. Em outros períodos de verão, a oferta aos visitantes se amplia com atos culturais como a celebração de concertos noturnos de música jazz ou relatos de contos.